# Cupido eumedes
Cupido eumedes är en fjärilsart som beskrevs av Meisner 1818. Cupido eumedes ingår i släktet Cupido och familjen juvelvingar. Inga underarter finns listade i Catalogue of Life.